# 私をスキーに連れてって
『私をスキーに連れてって』（わたしをスキーにつれてって）は、1987年11月21日に公開されたホイチョイ・プロダクション原作、原田知世主演の日本映画である。『彼女が水着にきがえたら』『波の数だけ抱きしめて』と続くホイチョイ三部作の第1作。略称「私スキ」。スキーシーンを語る上で欠かせない映画である。第2回東京国際映画祭ヤングシネマ1987コンペティションへ出品された。
本作品内のスキー指導は、元アルペンレーサーの海和俊宏が行っており、本人が劇中にも登場している。また登場人物の矢野文男のスキーの滑走場面での一部のシーンの吹き替えは、当時のトップデモンストレーターである渡部三郎が務めた。

## ストーリー
総合商社「安宅物産株式会社」に勤める矢野文男は、会社では冴えない商社マン。高校時代からのスキー仲間とゲレンデへ出ても奥手の文男は女性と喋れず、仲間が連れて来る女性にも全く興味をもたない。ところが一旦ゲレンデに出れば、誰もが舌を巻く名スキーヤーになる。
クリスマスイブ、文男は志賀高原でスキー仲間の泉和彦・小杉正明・羽田ヒロコ・佐藤真理子と滑走していると、雪に埋もれ、もがいている女性・池上優を見つける。文男と泉が助け出した瞬間、文男は彼女に一目惚れしてしまう。それに気づいたヒロコと真理子は優と文男を強引にくっ付けようとする。実は優は文男と同じ安宅物産の秘書課のOLだった。
年末年始、文男たちは志賀高原で、優は万座で、それぞれの年越しを過ごすが、文男は車で優に会いに万座に向かう。万座で再会した優と文男は交際を始めることになる。
順調にデートを重なる２人だが、文男はスポーツ部で発売を控えたスキー用品「SALLOT（サロット）」の仕事にのめり込み、優とのデートをドタキャンする毎日。会えない日が続く。ヒロコ達はバレンタインデーに志賀高原スキー場で遊ぶことを計画。当日、文男は仲間のために発表前のSALLOTのスキーウェアを持ち込みスキーを楽しむ。
しかしこの日、万座温泉スキー場でのSALLOTお披露目会場に製品が届いていないというトラブルが発生。2時間半以内に志賀高原から万座までウェアを届けないと田山の発表会が台無しになる、と知った優は居ても立っても居られず、一人でスキーで飛び出す。優が万座までの危険な山越えルートを目指したと知った文男は急いであとを追う。泉、小杉も加わり四人は夜間の山越えを強行する。ヒロコと真理子は得意のドライビングテクニックを駆使して万座温泉を目指す。
ようやく4人がたどりついた万座の会場には誰もおらず、発表会に間に合わなかったと思われたが、外のステージでは車で駆け付けたヒロコと真理子がカメラに囲まれポーズをとっていた。ステージの上で優は文男にバレンタインチョコを渡す。

## キャスト
- 池上優 - 原田知世

安宅物産株式会社秘書課のOL。クリスマスイブに同僚の恭世と志賀高原でスキーをしていた時に矢野たちと知り合う。
- 矢野文男 - 三上博史

安宅物産軽金属部に勤務するサラリーマン。アマチュアスキーヤーで、他部署にもかかわらずスポーツ部のスキーブランド「SALLOT」の売り出しに躍起になっている。愛車はトヨタ・カローラII リトラGPターボ（EL31、赤）。
- 佐藤真理子 - 原田貴和子

呉服屋の娘で小杉の交際相手。矢野とは中学時代からの馴染み。車の運転が得意で雪道でも猛スピードで飛ばす。愛車はトヨタ・セリカGT-FOUR（ST165前期型、白）。
- 小杉正明 - 沖田浩之

仲間とバイク整備工場を経営するメカマニア。防水カメラを持ち歩き、「とりあえず」と撮影する。
- 羽田ヒロコ - 高橋ひとみ

泉の交際相手。真理子と同じく運転が得意。広告代理店勤務のデザイナー。矢野の会社に潜り込む際、生保勧誘員に変装している。愛車は真理子と色違いのトヨタ・セリカGT-FOUR（ST165前期型、赤）。
- 泉和彦 - 布施博

外科医。手術執刀中も堂々と私用電話に興じる。恋人のいない矢野のために女性を紹介するが、矢野が優に一目ぼれしたと知るとアプローチするよう応援する。
- 恭世 - 鳥越マリ

優の同僚。愛車はEP71スターレット。
- ゆり江 - 飛田ゆき乃

泉が矢野に紹介した女性。カメラマンの彼が居るが、モテない矢野をからかいにクリスマスに志賀高原に行く。
- 課長 - 小坂一也

矢野の上司で軽金属部の課長。自分の仕事そっちのけでスキーに熱中する矢野を苦々しく思っている。
- 所崎 - 竹中直人

安宅物産株式会社のスポーツ部員で田山の部下。「SALLOT」をスポーツ部のお荷物とこきおろしている。万座に送られる製品を他社製品にすりかえ発表会をつぶそうとした。
- 田山雄一郎 - 田中邦衛

元プロスキーヤーで現在は安宅物産株式会社のスポーツ部で「SALLOT」の開発にあたっている。矢野が尊敬する人物。
- ロッジのオーナー - 上田耕一

大みそかに矢野たちが泊まった万座のロッジのオーナー。矢野に、万座から志賀までは直線で２キロなのに車だと菅平周りになるので５時間近くもかかること、万座〜志賀のコースは良いツアーコースだが、春まで滑走禁止の難所で、冬に滑るのは自殺行為だ、と説明。

## スタッフ
- 監督 - 馬場康夫
- 原作 - ホイチョイ・プロダクション（松田充信・芹沢良明・亀井正道・久保正文・小杉正明・吉田浩之）
- 製作 - 三ツ井康
- 企画 - 宮内正喜
- プロデューサー - 宮島秀司、河井真也
- 脚本 - 一色伸幸
- 音楽 - 杉山卓夫
- 撮影 - 長谷川元吉（J.S.C.）
- 照明 - 中村一郎
- 美術 - 和田洋
- 録音 - 佐藤泰博（石原プロモーション）
- 編集 - 冨田功
- 監督補 - 佐藤敏宏
- 製作担当 - 江島進
- 監督助手 - 久保田延廣、鈴木幹、前田哲
- 整音 - 福島信雅
- 選曲 - 武田康宏
- 音響効果 - 斉藤昌利（東洋音響）
- 記録 - 高山秀子
- フジテレビ・アソシエイツ - 小牧次郎、石原隆、金光修、小川晋一、上田常尚
- カー・スタント - チームシャーキー
- スキー・アドバイザー - 海和俊宏（海和スポーツ・クリエイティブ）
- スキー撮影 - 東京福原フィルムス
- 現像 - 東京現像所
- スタジオ - にっかつ撮影所
- 協力 - サントリー、SONY、トヨタ自動車、志賀高原プリンスホテル、万座プリンスホテル、西武バス
- 企画協力 - 佐々木志郎、山田耕大
- 製作協力 - メリエス
- 製作 - フジテレビジョン、小学館
- 配給 - 東宝

## 音楽
監督の馬場は映画の構想時から「ユーミンしかない」と考え、映画制作が決定する1年以上前に松任谷の所属事務所に交渉へ訪れている。馬場は事務所の担当者に対し、「スキー映画を作ろうと思っています。そこでぜひ、松任谷由実さんの曲を使わせてほしいんです。松任谷さんの曲以外、あり得ないんです」と述べたが、困惑した事務所側はそれに対し、「公開決定したらまた来てください」と返答した。原田知世の主題歌も構想されていたが、原田自身が「ユーミンがいいと思う」と述べていたこともあった。

### 主題歌
松任谷由実「サーフ天国、スキー天国」

### 挿入歌
松任谷由実「恋人がサンタクロース」「ロッヂで待つクリスマス」「A HAPPY NEW YEAR」「BLIZZARD」。
特筆すべき点として「恋人がサンタクロース」は、本作の代名詞的楽曲として広く一般に浸透した。主題歌を凌駕した本作品の象徴とも言うべき挿入歌であり、クリスマスの定番曲として現在も数多くのアーティストによってカヴァーされ続けている。

## ロケ地

### ゲレンデ
- 長野県
  - 志賀高原スキー場
    - 奥志賀高原スキー場
    - 焼額山スキー場
    - 横手山スキー場
    - 渋峠スキー場
- 群馬県
  - 万座温泉スキー場

### 宿泊施設
志賀高原プリンスホテル
- 12月24日に部屋で優と恭世が年賀状を書きながら話すシーンは東館ゲレンデ前の角部屋。

万座プリンスホテル
- 「サロット」発表会場に駆け込む丸いドームのシーンはエントランスドームにて撮影。

万座温泉ロッジ「ハウスユキ」
- 12月31日夜に矢野たちが楽しむシーンはセントクリストファーの旧カフェ＆レストラン。矢野が立体地図を見るシーンは現在のフロント付近。
- 当時全日本スキー連盟会長だった堤義明から万座スキー学校校長の黒岩達介への電話依頼で急遽撮影が決まり、通常営業をする中3日間徹夜での撮影が行われた。真夜中の撮影の合間には、沖田浩之が「おばさん、コーヒー」とスキー指導員資格を持つ校長夫人に催促したという逸話もある。

### その他
東京日産六本木ショールームビル（現・六本木ヒルズノースタワー）
- 矢野が勤める商社の外観として登場。

日立製作所本社（旧・日立御茶ノ水ビル）
- 矢野が勤める商社のオフィスとして使用。窓の外に秋葉原電気街のネオンが映るなどの特徴が見られる。
- 監督の馬場康夫は本作品以前は日立製作所・宣伝部に勤務していた。本作品製作時に退職している。

関越自動車道
- オープニングで練馬インターチェンジや旭が丘シェルターなどが登場。

ラフォーレミュージアム飯倉800（現在は閉館）
- 表彰式の会場。

## エピソード
- 当初、主役の矢野文男には俳優として売り出す予定だったスキーヤーが配役されていたが、クランクイン寸前に出演をキャンセルしている。このため、急遽スキーができる俳優を探したところ、当時無名だった三上博史が抜擢された。
- 本作品のクランクインは3月であったが、原田知世は角川春樹事務所との契約の関係上4月からの撮影参加であった。この時期はスキーシーズン終盤であるため、雪のある場所を追いかけてどんどん山奥へ入っての撮影になった。ついに日本で一番標高の高いスキー場[注釈 10]まで行ったが、夜間はマイナス30度になる寒さで過酷な撮影だったという[9]。
- 劇中でクローズアップされているスキーブランドの「SALLOT」（サロット）は商品化を見据えて商標登録を行ったが、諸事情により商品化には至らなかった[10]。
- 夜間の捜索シーンで使用されたライトが2つついた背負子は撮影用に制作されたモックアップ。映画公開後、レスキュー団体から購入したいとの問い合わせがあった[10]。
- 劇用車は当初三菱自動車に打診したが許諾を得られなかったため、トヨタ自動車のセリカGT-FOURになった。尚そのセリカはクライマックスのカーアクション・シーンで大破されたことで、後にトヨタ自動車から叱責を受けたという。
- 叶姉妹の叶美香が旧芸名「玉乃ヒカリ」で出演している。（矢野勤務先の隣席のOL）
- 脚本を書いた一色伸幸は、萩原健一や松田優作に代表される団塊世代の青春ドラマは怒りと暴力こそ日常であり、“あの世代へのアンチテーゼとして書いたのが、「私をスキーに連れてって」の、いつも楽しんでいる彼らだった”と述べている[11]。

## 本作品が残した影響

### 社会的影響
スキーブーム
- 一般に「1980年代のスキーブームはこの映画から始まった」とされるが、馬場康夫本人によれば、実際のところはスキーブームの兆しを察知し当て込んで題材にしたのだという。
- 万座温泉スキー場は、湯治場から発展してきたスキー場である。このため「アクセスが悪い」「標高が高く寒い」といったイメージから若者に敬遠され気味だったのだが、ブーム以降は一転して若いスキーヤーであふれるスキー場となった。それまでは休日でも人が少なく、ゆっくり出かけても余裕の駐車スペースがあったが、ブームにより万座ハイウェー料金所の時点で同スキー場の駐車スペース確保が困難であることを理由に表万座スキー場へ誘導される程であった。

アマチュア無線
- 当時の携帯電話は、端末代・維持費ともに高額な「高嶺の花」でステータスシンボルであったが、その大きさと重量から機動性に欠けていた。そこで劇中ではアマチュア無線を仲間との連絡に使用。利便性と機動力の高さが効果的に表現されていたことから、アマチュア局増加の一因となった。使用されたトランシーバーはアイコムのIC-μ2・IC-28で「映画に出て来た無線機を」と指名買いされた。
- しかし一方で有資格者（アマチュア無線技士）でない者がアマチュア無線機を入手、スキー場での不法使用が多発した。無線機メーカーもあたかも免許不要無線機のように、一時はレジャー雑誌にまでアマチュア無線機の広告を掲載していた。結果として不法無線局の増加を助長することにもなった。
- なお、出演者の中では沖田のみが有資格者（アマチュア無線技士）であった。沖田浩之も参照。

4WD自動車
- 雪道には2WDより4WDが最適と劇中で明確に描いており、「スキーに行くには4WD」というのを一般化させた。ただし当時の国産4WDは若者向けと呼べるデザインの車種が少なく、ほとんどがトラックのように大柄で無骨なデザインが多かったためか、劇中でのゲレンデ付近の渋滞で映る車のほとんどは通常の乗用車であった。

トヨタ・セリカGT-FOUR（4代目 ST165型）
- 劇用車のトヨタ・セリカGT-FOURは「スキーにセリカで行くのがオシャレ」と大人気となった。また「Naeba」や「APPI」などのスキー場名ステッカーを車に貼るのも流行した。

トレンディドラマ
- トレンディー性を特徴とする本作品はタイトルの通り「彼女ができたらとりあえずスキーに誘う」や「ゲレンデで彼女を見つける」といった風潮を作り、ゲレンデでおしゃれをするといったことも生み出した。トレンディドラマブームはこの直後となる。

プリンスホテル

### 流行・一般化したアイテム
流行アイテム
- スキー
- スキーヘアバンド（現在は販売されていない）
- スキー板＝ロシニョール ウエア＝フェニックスという概念（劇中ゲレンデ内で同様のセリフがある）
- アマチュア無線機
- 防水カメラ
- 白いスキーウエア

一般化アイテム
- スキーゴーグル
- キーボード (楽器)
- 携帯電話（原田貴和子が使用）
- スタッドレスタイヤ
- 滑ったあとのビール

- サントリーがスポンサーでもあったため「滑った後のビールが楽しみ」というシーンがある。

### 劇中に登場した車
- トヨタ・カローラII リトラ GPターボ（2代目 L30型）[12][注釈 16]
- トヨタ・セリカGT-FOUR（4代目 ST165型）[12]

### スキーテクニック
トレイン走行
- スキーをハの字にした前走者の足の間に同じくハの字にした後走者がスキーを入れ3人以上で列車1編成のように連なった状態で滑る走法である。劇中焼額山スキー場でのシーンにあった影響で行うスキーヤーが増えた。
- 技術的にはスキーの初歩であるボーゲンを縦に体を密着させて行っているだけなのだが、二人三脚同様に息が合わないと簡単に転倒するため事故につながることと他人の迷惑となるため「トレイン走行の禁止」という立て看板が焼額山スキー場に立てられた時期があった。
- 「トレイン走行」もしくは「トレイン」という言葉自体は以前からあった。これは上述のように密着して滑るのではなく、何名かが5mなどそれなりに離れてはいるが列に見える程度の距離で前者のシュプールを追って一列に滑ることを指す。スクールレッスンなどでよく見かける。

スキー板盗難防止方法
- 2セットのスキーの板を交互（左右互い違い）別な場所に置き盗難を防止する方法。

### 流行語
「とりあえず」
- 写真を撮る際のかけ声。

「凍ってるね」
- 車を発進させる前にドアを開けて路面状態を確かめる行為。

ゲレンデ美人
- ヒロインである原田知世の“ニット帽にゴーグル”スタイルは女性に大流行し、「ゲレンデ美人」という言葉も生み出した。この言葉にはゲレンデにいるとき『だけ』美しく見える女性という皮肉もこめられている。

### その他
2017年にJR東日本発足30周年と本作の公開30周年の記念企画として、同社が展開しているキャンペーン「JR SKISKI」に起用された。イメージキャラクターとして本作の主演である原田と三上を起用しており、本作を模したポスター（ちなみにキャッチフレーズは「私を新幹線でスキーに連れてって」）が用意されるほか、CMでは「BLIZZARD」が使用される。

## 受賞歴
- 第11回日本アカデミー賞話題賞：原田知世[14][15]

## 同時上映
『永遠の1/2』
- 主演：時任三郎・大竹しのぶ
- 監督：根岸吉太郎

## 関連商品

### 映像ソフト
メーカー：ポニーキャニオン
- VHS
  - 「私をスキーに連れてって」（1988年3月21日）V148F-1628
  - 「私をスキーに連れてって」（1989年11月21日）PCVP-10081、EAN 4988013583474
- LD
  - 「私をスキーに連れてって」（1988年4月21日) G98F-240、EAN 4988013618787
  - 「私をスキーに連れてって」（1989年12月21日）PCLP-106、EAN 4988013901186
- DVD
  - 「私をスキーに連れてって」（2000年3月17日）PCBP-00210、EAN 4988013087002
  - 「私をスキーに連れてって」（2003年6月18日）PCBG-50403、EAN 4988013499508
  - 「私をスキーに連れてって」（2003年11月19日）PCBG-50461、EAN 4988013601604
  - 「私をスキーに連れてって」（2007年1月17日）PCBG-70647、EAN 4988013266742
- Blu-ray
  - 「私をスキーに連れてって」（2022年2月16日）PCXG-50789[16] EAN 4988013936188